# Тімур Савджи
Тімур Савджи (тур. Timur Savci) — турецький продюсер і засновник компанії «Tims Productions», який брав участь у виробництві серіалів «Величне століття» і "Величне століття. Імперія Кесем ".

## Біографія
Тимур народився 1 січня 1975 року в турецькому місті Адана, де і здобув середню освіту. Після цього продовжив навчання в Стамбульському Державному Університеті на юридичному факультеті і закінчив його 
.
У 1998 році Тімур Савджи вперше взяв участь у створенні серіалу під назвою «Друга весна». Після цього неодноразово пробував себе в якості координатора проекту («Asmalı Konak») і виконавчого продюсера («Asmalı Konak: Hayat»). 
У 2006 році Тімур Савджи заснував власну компанію «Tims Productions», що випустила на екрани величезну кількість фільмів і серіалів. Міжнародну популярність Тимур отримав після того, як виступив в якості продюсера та одного з основних творців чи не найвідомішого і продаваного за кордоном серіалу «Величне століття». За нього продюсер навіть отримав престижну премію «Золотий метелик».

## Фільмографія

### Продюсер
- 2023 — Шахмаран  / Şahmaran
- 2022 — Зрадництво  / Aldatmak
- 2021 — У добрі руки / Sen Yasamaya Bak
- 2021 — Організація / Teşkilat
- 2021 — Гуртожиток / Ögrenci Evi
- 2020 — Марашанец / Marasli
- 2020 — Слово честі / Seref Sözü
- 2020 — Незавершене кохання / Yarim Kalan Asklar
- 2019 — Пляма / Leke
- 2018 — Гюльпері / Gülperi
- 2018 — Одного разу в Чукурова / Bir Zamanlar Çukurova
- 2018 — Смертний світ / Ölümlü Dünya
- 2017—… — Лицом к лицу / Yüz Yüze
- 2017 — Ай лав ю ту / Ay Lav Yu Tuu
- 2017 — Sansimi Seveyim
- 2017 — Sümela'nin Sifresi 3: Cünyor Temel
- 2017–… — Обіцянка / Söz
- 2017 — Поганий хлопець / Kötü Çocuk
- 2017 — До самої смерті / Ölene Kadar
- 2016 — Якщо повернеться — твоя / Dönerse Senindir
- 2016 — Çakallarla Dans 4
- 2016 — Моє ім'я — Феридун / Benim Adim Feridun
- 2016 — Замість нас двох / Ikimizin Yerine
- 2016 — Меджи / Magi
- 2016 — Шалений лісник / Deliormanli
- 2015—2017 — Величне століття. Нова володарка / Muhtesem Yüzyil: Kösem
- 2015 — Кохання схоже на тебе / Aşk Sana Benzer
- 2014 — Танці шакалів 3 / Çakallarla Dans 3: Sifir Sikinti
- 2014 — Шепни, якщо забуду / Unutursam Fisilda
- 2014 — Жіноча справа. Пограбування банку / Kadin Isi Banka Soygunu
- 2013 — Твоя історія / Senin Hikayen
- 2013 — Невже ми порозумілися? / Tamam miyiz?
- 2013–2014 — Корольок — пташка співоча / Çalikusu
- 2013 — Щаслива сімечна книга / Mutlu aile defteri
- 2012 — Моя мама / Annem uyurken
- 2011–2014 — Величне століття / Muhtesem Yüzyil
- 2011 — Mazi Kalbimde Yaradır
- 2011 — Kolej Günlüğü
- 2010 — Маленькі таємниці / Küçük Sirlar
- 2010 — Ідеальна пара / Mükemmel çift
- 2010— Çakıl Taşları
- 2009 — Гірка любов / Aci Ask
- 2009 — Гра в любов / Ask geliyorum demez
- 2009 — Якщо б я став хмариною / Bir bulut olsam
- 2009 — Нехай янголи оберігають / Melekler korusun
- 2008–2009 — Es-Es
- 2008 — Aşk Tutulması
- 2008 — Derdest
- 2007–2011 — Вітри у голові / Kavak Yelleri
- 2007 — Senden Başka
- 2006 — Re
- 2006 — Перше кохання / Ilk Ask
- 2006 — Келоглан проти Карапренса / Keloglan Karaprens'e Karsi
- 2006 — Sağır Oda
- 2004 — Все про Мустафу / Mustafa hakkinda hersey

### Виконавчий продюсер
- 2016 — Гра в мовчанку / Game of Silence
- 2012 — Крадена обручка / Zil Calinca
- 2012 — Безмовність / Suskunlar
- 2003 — Asmalı Konak: Hayat

### Координатор проєкту
- 2002 — Asmalı Konak

## Нагороди
| Рік  | Нагорода                           | Категорія                   | Робота             |
| ---- | ---------------------------------- | --------------------------- | ------------------ |
| 2010 | 1-а нагорода İsmail Cem Television | Найкращий молодіжний серіал | «Es-Es»            |
| 2012 | 3-я телевізійна премія Анталії     | Найкращий серіал            | «Величне століття» |
| 2012 | 39-й Золотий метелик               | Найкращий серіал            | «Величне століття» |

## Цікаві факти
- За оцінкою турецького журналу «Forbes», продюсер Тімур Савджи, завдяки проектам «Величне століття», «Мовчання», «Mazi Kalbimde Yaradır», виявився третім у списку найуспішніших продюсерів і в трійці найбагатших людей Туреччини.